# Collien Ulmen-Fernandes

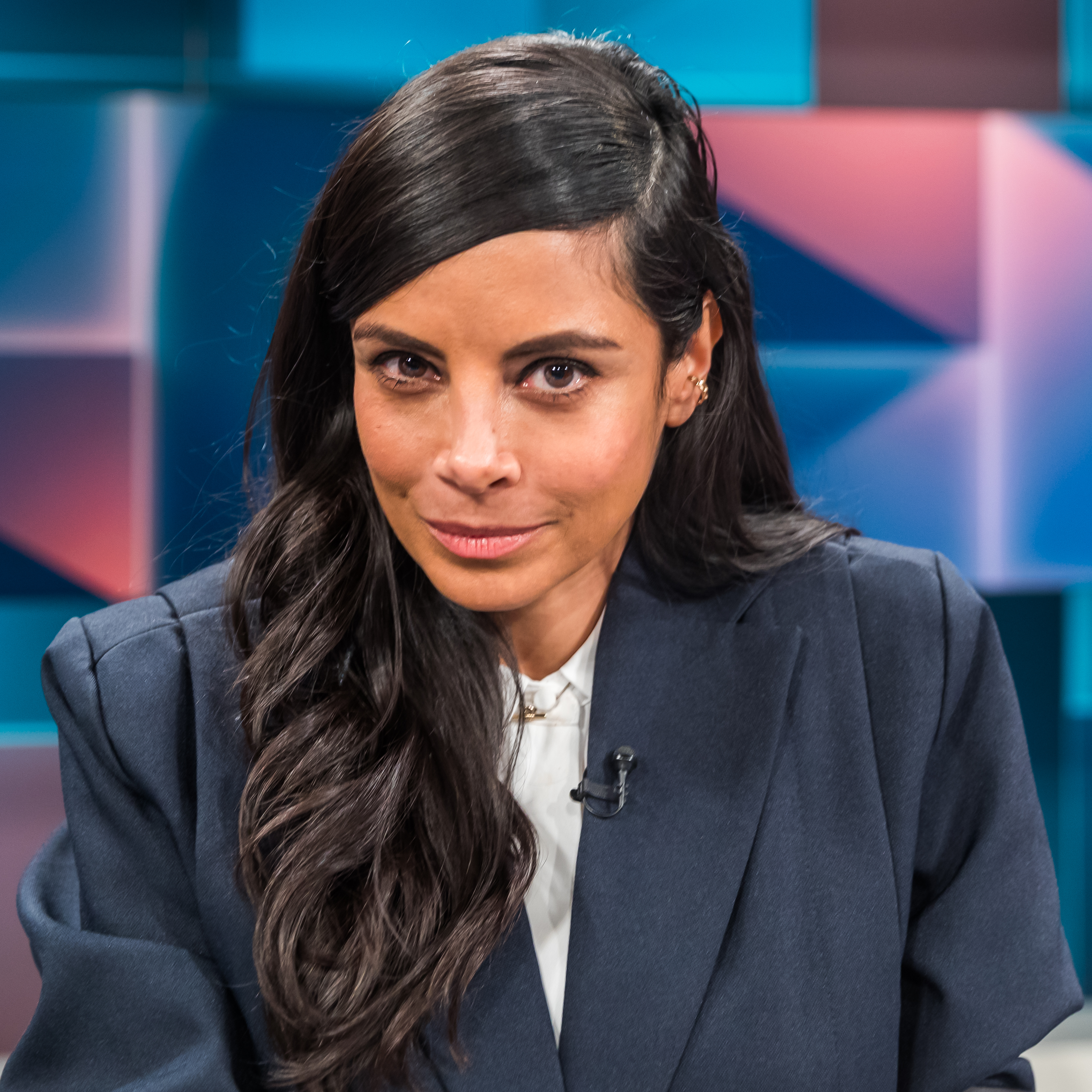
Collien Ulmen-Fernandes (2024)

Collien Ulmen-Fernandes (* 26. September 1981 in Hamburg als Collien Fernandes) ist eine deutsche Fernsehmoderatorin, Schauspielerin und Autorin.

## Leben
Collien Ulmen-Fernandes ist die Tochter einer Ungarin und eines Inders portugiesischer Abstammung. Sie zog im Alter von 15 Jahren zu Hause aus und begann ihre Karriere als Model in Werbefilmen und für Versandhäuser. Sie war Mitglied der Band Yam Yam. Ab 1998 nahm sie Tanzunterricht in Hamburg, danach absolvierte sie eine klassische Ballettausbildung in Hamburg und London. Ulmen-Fernandes arbeitete als Backgroundtänzerin unter anderem für Enrique Iglesias.
Im Jahr 2000 bewarb sich Ulmen-Fernandes bei VIVA im Rahmen des Castings You Can Make It Always als Moderatorin. Von 2001 bis Ende 2002 moderierte sie die Sendung Bravo TV sowie The Dome auf RTL II. Von 2003 bis 2015 war sie Moderatorin beim Musiksender VIVA und präsentierte dort zahlreiche Sendungen: Ritmo (2003), Interaktiv (2004), US- und UK-Charts (2004–2005), VIVA Top 100 (2004–2015), Straßencharts (2006–2009), VIVA Live! (2006–2011) und viele andere. Neben ihren Hauptsendern VIVA und RTL II war sie unter anderem noch auf MTV (Fashion Zone), VOX (Fit for Fun TV), ProSieben (Wok-WM, TV total on Ice) und Sat.1 (Alles Typisch – die große Klischee Show) als Moderatorin zu sehen und präsentierte von 2003 bis 2005 im DSF das Magazin Maxim TV. Für die Bunte moderierte sie 2007 das Online-Magazin Starstyle TV. Sie moderierte von 2007 bis zur letzten Ausgabe 2011 die Comet-Verleihung auf VIVA und war 2008 als Moderatorin der Jetix Awards (kabel eins) zu sehen.

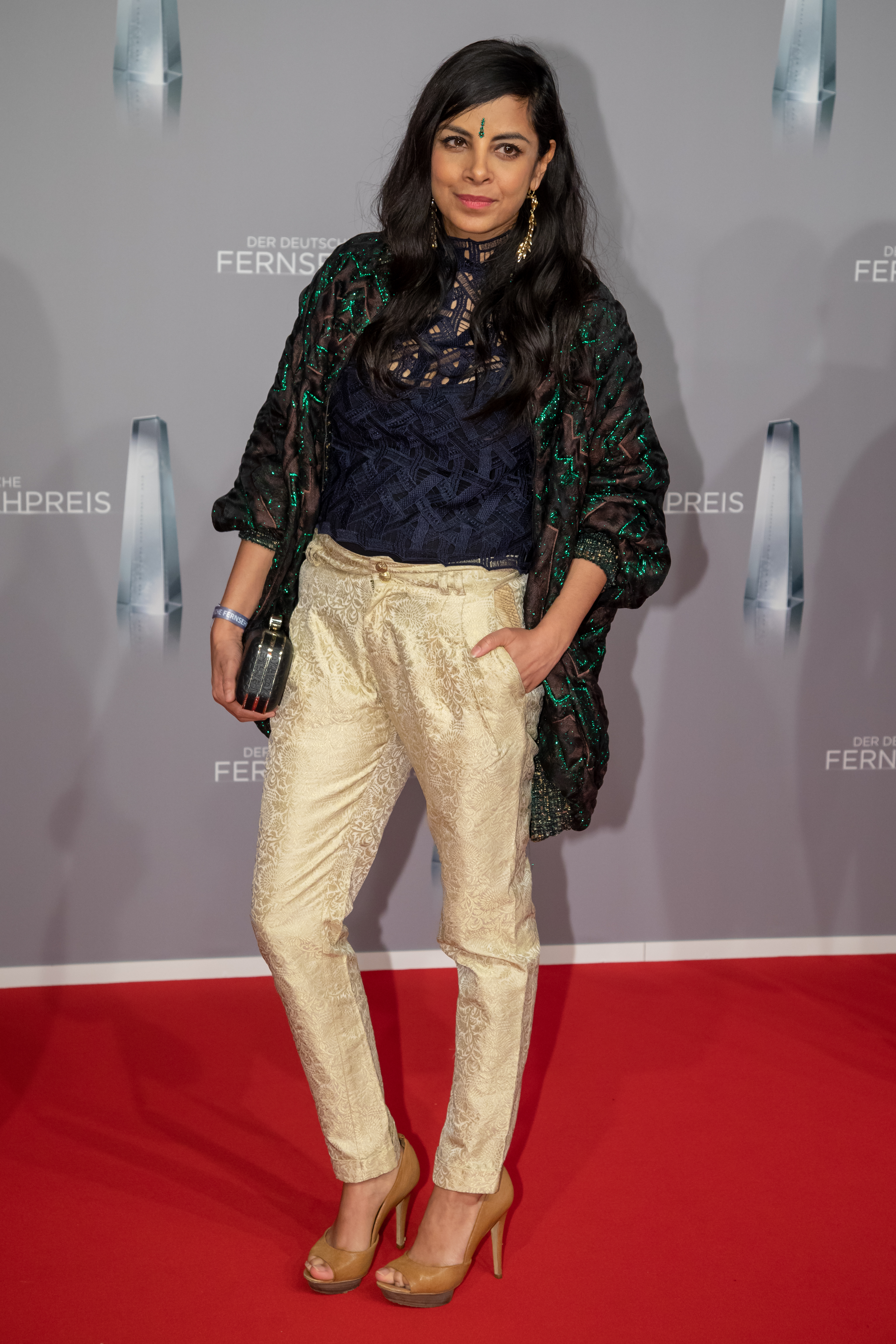
Collien Ulmen-Fernandes beim Deutschen Fernsehpreis 2019

Seit 2003 ist Ulmen-Fernandes auch als Schauspielerin tätig. Ihre ersten Kinofilme waren 2004 Autobahnraser und Die Nacht der lebenden Loser, eine Zombie-Komödie von Matthias Dinter. Ihr dritter Film war die niederländische Kinokomödie Snowfever, in der sie ebenfalls eine der Hauptrollen spielte. 2007 drehte sie zwei weitere Kinofilme, Ossi’s Eleven und Morgen, ihr Luschen!, in dem sie die weibliche Hauptrolle Shirin verkörpert. Ulmen-Fernandes wirkt seitdem regelmäßig in Filmen und Serien mit.
Im Jahr 2007 moderierte sie Are u hot? auf dem Musiksender VIVA. 2006/2007 war sie zusammen mit Sarah Kuttner und Philipp Lahm eines der Gesichter der Raser-Kampagne des Bundesverkehrsministeriums, die deutschlandweit auf Autobahnplakaten zu sehen war.
2007 bekam Ulmen-Fernandes eine Rolle im Hauptcast der Sat.1-Serie Dr. Molly & Karl, von der 13 Folgen produziert wurden. Die Serie wurde für den Adolf-Grimme-Preis nominiert. 2008 lief auf ProSieben Gülcan und Collien ziehen aufs Land, eine Doku-Soap nach dem Vorbild der US-Serie The Simple Life, mit Ulmen-Fernandes und Gülcan Kamps als Hauptdarstellerinnen.
Seit 2010 arbeitet sie bei Galileo als Reporterin. 
2011 wurde sie die Hauptmoderatorin der RTL-II-Musikshow The Dome. Zudem moderierte sie von 2012 bis 2015 die Kindersendung Spurensuche, für die sie im Januar 2013 mit dem MIRA-Award ausgezeichnet wurde. Beim Filmfest München 2013 erhielt Ulmen-Fernandes einen weiteren Preis für die Moderation der Sendung.
Seit 2017 wirkt Ulmen-Fernandes in der Comedy-Fernsehserie jerks. mit. Dort verkörpert sie sich selbst als fiktive Exfrau von Christian Ulmen.
2018 lief ihre zweiteilige TV-Doku No More Boys and Girls auf ZDFneo. In dem Doku-Format wollte sie untersuchen, inwiefern das Verhalten Erwachsener sowie die Auswahl bestimmter Spielzeuge und Kleidung dazu beitragen, dass schon Siebenjährige konservative Rollenbilder übernehmen.
2019 war sie als Jurymitglied bei The Masked Singer zu sehen.
Von 2019 bis 2021 war sie vier Mal Gast in der Sendung Joko & Klaas gegen ProSieben.
2022 nahm sie an der Sendung Das Duell um die Welt – Team Joko gegen Team Klaas teil.
Seit Anfang 2013 hat Ulmen-Fernandes ihre eigene Kolumne in der Zeitschrift Eltern. 2014 erschien ihr Buch Ich bin dann mal Mama. Seit Juni 2016 schreibt Ulmen-Fernandes als wöchentliche Kolumnistin für Erziehungsfragen in der Süddeutschen Zeitung.
Im Jahr 2023 erschien in der ARD Mediathek die Dokumentation Viva – Zu geil für diese Welt!, wo sie als Kommentatorin zu sehen ist.
Ulmen-Fernandes trat 2024 in der Sendung Stars in der Manege in Sat.1 auf.

## Persönliches
Collien Ulmen-Fernandes lebt seit 2023 auf Mallorca, zuvor wohnte sie in Potsdam. Seit 2011 ist sie mit dem Schauspieler Christian Ulmen verheiratet. Im April 2012 sind sie Eltern einer Tochter geworden.

## Filmografie

### Schauspiel
- 2002: Gute Zeiten, schlechte Zeiten (RTL, Folge 2482)
- 2004: Verbotene Liebe (ARD, 6 Folgen)
- 2004: Autobahnraser (Kino)
- 2004: Snowfever (Kino)
- 2004: Die Nacht der lebenden Loser (Kino)
- 2005: Schulmädchen (RTL, Folge: Teppichluder)
- 2005: Bis in die Spitzen (Sat.1, Folge 9)
- 2005: LiebesLeben (Sat.1, 2 Folgen)
- 2006, 2011: SOKO 5113 (ZDF, 2 Folgen)
- 2007: SOKO Köln (ZDF, Folge: Die Braut trägt rot)
- 2008: Ossi’s Eleven (Kino)
- 2008: Morgen, ihr Luschen! Der Ausbilder-Schmidt-Film (Kino)
- 2008: Dr. Molly & Karl (Sat.1, 8 Folgen)
- 2009: Lutter: Mordshunger (ZDF)
- 2009, 2011: Alarm für Cobra 11 – Die Autobahnpolizei (RTL, 2 Folgen)
- 2010: Ein starkes Team: Im Zwielicht (ZDF)
- 2010: C.I.S. – Chaoten im Sondereinsatz (RTL)
- 2010: DIE SNOBS – Sie können auch ohne Dich (ZDFneo)
- 2011: Der Sheriff (RTL)
- 2011: Der Staatsanwalt (ZDF, Folge: Tod einer Ehe)
- 2011: Geister all inclusive (RTL)
- 2011: Kein Sex ist auch keine Lösung (Kino)
- 2012: Toni Costa – Kommissar auf Ibiza: Küchenkunst (ARD)
- 2012: Das Haus Anubis – Pfad der 7 Sünden (Kino)
- 2012: Ein Fall für zwei (ZDF, Folge: Eine Million in kleinen Scheinen)
- 2012: Unter Frauen (Kino)
- 2013: Bela Kiss: Prologue (Kino)
- 2013: Rosamunde Pilcher: Die versprochene Braut (ZDF)
- 2013: Der fast perfekte Mann (Kino)
- 2013: Kaiserschmarrn (Kino)
- 2014: Wilsberg: Das Geld der Anderen (ZDF)
- 2014: Wilsberg: 90-60-90 (ZDF)
- 2014–2016: Mann/Frau (BR Fernsehen, 5 Folgen)
- 2015: Sophie kocht (ARD)
- 2015: Nussknacker und Mausekönig (ARD)
- 2015: Macho Man (Kino)
- 2015: Weihnachts-Männer (ARD)
- 2016: SpongeBob Schwammkopf (Nickelodeon, Folge: Der 5000. Geburtstag)
- 2017–2020: jerks. (ProSieben, 16 Folgen)
- 2018: Notruf Hafenkante (ZDF, Folge: Freitag der 13.)
- 2019: Mister Link – Ein fellig verrücktes Abenteuer (Missing Link, Kino, Stimme)
- 2020: Ein Sommer in Andalusien (ZDF)
- seit 2021: Das Traumschiff (ZDF, bisher 15 Folgen)
- 2025: Die Kinderschwindlerin

### Moderation
- 2001: Fit for Fun TV (Co-Moderation, VOX)
- 2001: MTV Fashion Zone (Co-Moderation, MTV)
- 2001–2002: Bravo TV (RTL II)
- 2001–2002: Bravo – The Hits (RTL II)
- 2002: TV total on Ice (ProSieben)
- 2003: Best of Wok-WM (ProSieben)
- 2003–2015: diverse Shows bei VIVA (beispielsweise VIVA Top 100, VIVA Live!, Straßencharts etc.)
- 2003–2005: Maxim TV (DSF)
- 2004: Countdown zur Fußball-WM 2006 (DSF)
- 2005: DTM Highlights (DSF)
- 2005: Hol’ dir die Hertha (DSF)
- 2006–2007: Bravo TV Reportage (ProSieben)
- 2006: Are u hot? (VIVA)
- 2007–2011: Comet-Verleihung (VIVA)
- 2008: Jetix Awards (kabel eins)
- 2008: Alles typisch – Die große Klischee-Show (Außenreporterin, Sat.1)
- 2009: MyVideoStar (ProSieben)
- 2009: Mascerade (Jury, ProSieben)
- 2010: Die große Frühlingsshow (ZDF)
- 2010: Die ZDF-Herbstshows (Co-Moderation, ZDF)
- 2011: Vernetztes Leben der Deutschen Telekom auf der IFA 2011
- 2011: NRJ Fashion Night (ProSieben Schweiz)
- 2011–2012: The Dome (RTL II)
- 2011–2012: Fashion&Music (EinsPlus/SWR3)
- 2013: Shootingstar Award
- 2013: Universal Channel – Senderlaunch
- 2012–2015: Spurensuche (Cartoon Network)
- 2012–2015 Mixery Massive Music (VIVA)
- 2014: Semperopernball (MDR, ORF, 3SAT)
- 2014: Der goldene Ball – Einer wird Millionär (SKY)
- 2014: Emotion (Boulevard-Satire – MDR)
- 2015: Mira-Awards (Sky)
- 2015: Festival Days (RTL II)
- 2015: Mixery Massive Music, Top 100 (VIVA)
- 2015: Popstars 2015 – Finale (RTL II)
- 2015: E! in the City (E!)
- 2015: Echtzeit (RTL II)
- 2015: Donnerstalk (Reporterin, ZDF)
- 2016: Der hessische Filmpreis (HR)
- 2016: The Dome Summer (RTL II)
- 2016: Starshine – Das Comedy Promi Magazin (wöchentliche Comedyshow, Moderation + Einspieler) (RTL II)
- 2021: Die Alm (ProSieben)
- 2021: Die 10 An-Gebote (ZDF)[18][19]
- 2023: Die VIVA-Story – zu geil für diese Welt! (ARD)

### Dokumentation
- 2021: Was ist deutsch? (ZDF)
- 2022: laut. stark. gleich. berechtigt. Zeit der Frauen (3-tlg./ZDF)

## Diskografie
- 1997: Yam Yam – Planet Love[20]

## Bücher (Auswahl)
- Ich bin dann mal Mama. Kösel Verlag, München 2014, ISBN 978-3-466-31012-8.
- Lotti & Otto. Eine Geschichte über Jungssachen und Mädchenkram. Edel Kids Books, 2018, ISBN 978-3-96129-008-6.
- Mit Künstlerin Carola Sieverding Lotti & Otto: eine Geschichte über Jungssachen und Mädchenkram. Edel Kids Books, Hamburg 2020, ISBN 978-3-96129-145-8.

## Auszeichnungen

### Nominierungen
- 2008: Nominierung für den Filmpreis Undine in der Kategorie Beste jugendliche Nebendarstellerin
- 2015: Grimme-Preis-Nominierung für Spurensuche

### Auszeichnungen
- 2003: Woman of the Year-Award der Zeitschrift Maxim in der Kategorie Beste TV-Moderation
- 2005: Bronze Audience Award beim Fantastic Fest in Austin in der Kategorie Best Supporting Actress in Die Nacht der lebenden Loser (in den USA unter dem Titel Night of the Living Dorks in den Kinos)
- 2009: Grimme-Preis-Nominierung für das „Dr. Molly und Karl“-Ensemble (Sat.1/Producers at Work)
- 2006: Woman of the Year-Award der Zeitschrift Maxim in der Kategorie Beste TV-Moderation
- 2013: Mira-Award für die Moderation der Sendung „Spurensuche“
- 2013: Der weiße Elefant – Auszeichnung beim Filmfest München für die Moderation der Sendung Spurensuche

## Sonstiges
- 2015 reiste sie als Reporterin für ihre einstündige Dokumentation Hoher Preis für billige Kleidung nach Kambodscha. Danach sprach sie in diversen Talkshows (u. a. bei Markus Lanz, Kölner Treff) über ihre Erfahrungen in den kambodschanischen Textilfabriken und widersprach der ihrer Meinung nach verbreiteten Annahme, dass nur Discounter in Billiglohnländern fertigen lassen. Im Interview mit dem Tagesspiegel sagte sie: „Am meisten empört mich, dass viele Menschen der Meinung sind, das hätte mit ihnen alles nichts zu tun, sie kaufen schließlich nicht bei KiK oder Primark ein. Fakt ist aber, so ziemlich alle großen Labels produzieren in diesen Fabriken, auch die im mittleren bis höheren Preissegment und die zahlen ihren Arbeitern teilweise sogar noch weniger als die Discounter“.[21] Das ZDF setzte sie danach als Reporterin für die Sendung Donnerstalk ein. Trotz dieses Engagements ist Ulmen-Fernandes für eine Vielzahl von Modefirmen im mittleren bis höheren Preissegment selbst als Model tätig.[22]